# Lijst van spelers van North Queensland Fury
Deze lijst omvat voetballers die bij de Australische voetbalclub North Queensland Fury gespeeld hebben in de periode dat deze club in het profvoetbal actief was (2009-2011). De spelers zijn alfabetisch gerangschikt.

## A
- Fred Agius
- Éric Akoto

## B
- Jeremy Brockie
- Beau Busch

## C
- Adam Casey
- Isaka Cernak
- Terry Cooke

## D
- Dyron Daal
- Karl Dodd
- Jimmy Downey

## E
- Gareth Edds

## F
- Robbie Fowler

## G
- Rostyn Griffiths
- Chris Grossman

## H
- Paul Henderson
- Jack Hingert
- Mark Hughes

## K
- Kojiro Kaimoto
- André Kilian
- Paul Kohler

## M
- Osama Malik
- Daniel McBreen
- Brad McDonald
- Robert Middleby

## N
- Panagiotis Nikas

## P
- Justin Pasfield
- Chris Payne

## R
- Alex Read
- James Robinson

## S
- Lorenzo Sipi
- Grant Smith
- Matt Smith
- Jason Spagnuolo
- Eugene Sseppuya
- Shane Stefanutto
- Simon Storey
- Brett Studman

## T
- Chris Tadrosse
- Ufuk Talay
- John Tambouras
- Ramazan Tavşancıoğlu

## U
- Sebastian Usai

## W
- David Williams
- Scott Wilson